# Stela Kiriakidu
Stela Kiriakidu, gr. Στέλλα Κυριακίδου (ur. 10 marca 1956 w Nikozji) – cypryjska polityk i psycholog, posłanka do Izby Reprezentantów, w latach 2019–2024 członek Komisji Europejskiej.

## Życiorys
Z zawodu psycholog kliniczny. Absolwentka psychologii na University of Reading, magisterium w tej dziedzinie uzyskała na Victoria University of Manchester. Specjalizowała się w zakresie psychologii dziecięcej w Londynie. W latach 1979–2006 pracowała w ministerstwie zdrowia, gdzie zajmowała się sprawami zdrowia psychicznego dzieci i młodzieży. Działaczka różnych organizacji pozarządowych, w latach 2004–2006 była prezesem The European Breast Cancer Coalition (Europa Donna).
Członkini Zgromadzenia Demokratycznego. W 2006 po raz pierwszy uzyskała mandat deputowanej do Izby Reprezentantów. Z powodzeniem ubiegała się o reelekcję w 2011 i 2016. W 2017 wybrana na przewodniczącą Zgromadzenia Parlamentarnego Rady Europy, kierowała tym gremium do 2018.
W 2019 dołączyła do Komisji Europejskiej kierowanej przez Ursulę von der Leyen (z kadencją od 1 grudnia tegoż roku) jako komisarz do spraw zdrowia. Funkcję tę sprawowała do końca kadencji KE w 2024.